# جون ريتشاردسون (مستشرق)
جون ريتشاردسون (بالإنجليزية: John Richardson)‏ ـ (1740 ـ 1795) هو مستشرق إنجليزي، كان محرر أول قاموس فارسي-عربي-إنجليزي (صدر بين عامي 1778 و1780)، وتتابعت طبعاته المنقحة التي قام عليها بعد ريتشاردسون المستشرق تشارلز ويلكنز (1749 ـ 1836). وضع ريتشاردسون أيضًا مؤلفًا مهمًا في قواعد اللغة الفارسية بالتعاون مع السير ويليام جونز.